# Arini (okręg Braszów)
Arini – wieś w Rumunii, w okręgu Braszów, w gminie Măieruș. W 2011 roku liczyła 1197 mieszkańców.